# Nguyễn Ngọc Liên
Nguyễn Ngọc Liên (sinh 1955) là một sĩ quan cấp cao trong Quân đội nhân dân Việt Nam, hàm Trung tướng, nguyên Bí thư Đảng ủy, Chính ủy Quân khu 2 (2009–2015).

## Thân thế sự nghiệp
Tháng 9 năm 2008, bổ nhiệm giữ chức Phó Chính ủy Quân khu 2
Năm 2009, bổ nhiệm giữ chức Bí thư Đảng ủy, Chính ủy Quân khu 2
Tháng 8 năm 2015, ông nghỉ chờ hưu.
Thiếu tướng (9.2008), Trung tướng (9.2012)